# Monochamus quedenfeldti
Monochamus quedenfeldti är en skalbaggsart som beskrevs av Stefan von Breuning 1960. Monochamus quedenfeldti ingår i släktet Monochamus och familjen långhorningar.
Artens utbredningsområde är Angola. Inga underarter finns listade i Catalogue of Life.